# Giannetto Valli
Giannetto Valli (1869 – Roma, 15 marzo 1927) è stato un politico italiano, sindaco di Narni dal 15 settembre 1899 al 23 settembre 1902 e poi sindaco di Roma dal 23 maggio 1921 al 26 giugno 1922.

## Biografia
Figlio dell'imprenditore Candido Valli e fratello di Mario, Luigi e Giulio, fu sindaco di Narni dal 15 settembre 1899 al 23 settembre 1902. Successivamente fu eletto al consiglio comunale di Roma e divenne sindaco per il Partito Liberale Italiano il 23 maggio 1921, rimanendo in carica fino al 26 giugno 1922.
Durante il suo mandato furono istituiti sette rioni di Roma, ossia Ludovisi, Sallustiano, Castro Pretorio, Celio, Testaccio, San Saba e Prati, portando il numero totale da 15 a 22, e i 15 quartieri della città, già presenti dal 1911 come suddivisioni statistiche ed anagrafiche, assegnando ad ognuno di essi uno specifico stemma.